# Frederico Fernando Constantino de Saxe-Weimar-Eisenach
O príncipe Frederico Fernando Constantino de Saxe-Weimar-Eisenach (8 de Setembro de 1758 – 6 de Setembro de 1793) foi um duque titular de Saxe-Weimar-Eisenach e Major-general no exército do Eleitorado da Saxónia.  Viveu durante a era do Iluminismo.

## Vida
O príncipe Frederico Fernando Constantino era o filho mais novo de Ernesto Augusto II, Duque de Saxe-Weimar-Eisenach (1737-1758) e da sua esposa, a princesa Ana Amália (1739-1807), filha de Carlos I, Duque de Brunsvique-Volfembutel.  Nasceu três meses depois da morte do pai, enquanto a sua mãe e o seu avô desempenhavam o papel de regentes do ducado em nome do seu irmão mais velho, Carlos Augusto.
Frederico e o irmão foram educados pelo Hofmeister, Johann Eustach von Görtz e, mais tarde, por Christoph Martin Wieland.  Depois de o seu irmão atingir a maioridade, Frederico continuou a estudar sob a orientação de Karl Ludwig von Knebel.  Görtz e Knebel acompanharam Frederico durante a sua Grand Tour a Paris.  Em Frankfurt, conheceram Johann Wolfgang von Goethe.
Depois de regressar a Weimar em 1775, Frederico mudou-se para a Casa Tiefurt.  Era uma pessoa muito introvertida e, nesta altura, já se tinha começado a afastar do irmão.  Mais tarde, não conseguiu estabelecer qualquer relação com a sua cunhada nem com Goethe. Virou-se para a música e apaixonou-se por Caroline von Ilten.  No entanto, os seus familiares e Goethe eram da opinião de que, por pertencer à baixa nobreza, a jovem não tinha estatuto suficiente para se casar com o príncipe e ele teve de terminar a relação.  Goethe escreveu a Charlotte von Stein: ... Estou a ser culpado pelas lágrimas de Caroline e sou culpado.  Ana Amália, a mãe de Frederico, afirmou que só "príncipes pedintes" é que se apaixonavam por senhoras abaixo da sua posição.  Frederico decidiu ir viajar.   O seu irmão Carlos Augusto escreveu a Knebel que tinha recebido uma carta dele de Londres que ... não tinha qualquer conteúdo, à excepção de me desejar um bom aniversário.
Graças à intervenção do seu irmão, Frederico juntou-se ao exército do Eleitorado da Saxónia. Foi promovido a tenente-general e comandava um regimento em Naumburg.  Durante a Guerra da Primeira Coligação, ocupou a posição de major-general.  O seu exército marchou pelo Reno com um exército prussiano.  Durante esta campanha, o príncipe sofreu de disenteria quando o seu regimento acampou perto de Pirmasens e acabaria por morrer quando chegaram a Wiebelskirchen (que, actualmente, pertence a Neunkirchen). Foi enterrado na Igreja de São Jorge em Eisenach.
Morreu solteiro.

## Genealogia
| Frederico Fernando Constantino de Saxe-Weimar-Eisenach | Pai: Ernesto Augusto II, Duque de Saxe-Weimar-Eisenach | Avô paterno: Ernesto Augusto I, Duque de Saxe-Weimar-Eisenach | Bisavô paterno: João Ernesto III, Duque de Saxe-Weimar                   |
| Frederico Fernando Constantino de Saxe-Weimar-Eisenach | Pai: Ernesto Augusto II, Duque de Saxe-Weimar-Eisenach | Avô paterno: Ernesto Augusto I, Duque de Saxe-Weimar-Eisenach | Bisavó paterna: Sofia Augusta de Anhalt-Zerbst                           |
| Frederico Fernando Constantino de Saxe-Weimar-Eisenach | Pai: Ernesto Augusto II, Duque de Saxe-Weimar-Eisenach | Avó paterna: Sofia Carlota de Brandemburgo-Bayreuth           | Bisavô paterno: Jorge Frederico Carlos, Marquês de Brandemburgo-Bayreuth |
| Frederico Fernando Constantino de Saxe-Weimar-Eisenach | Pai: Ernesto Augusto II, Duque de Saxe-Weimar-Eisenach | Avó paterna: Sofia Carlota de Brandemburgo-Bayreuth           | Bisavó paterna: Doroteia de Schleswig-Holstein-Sonderburg-Beck           |
| Frederico Fernando Constantino de Saxe-Weimar-Eisenach | Mãe: Ana Amália de Brunsvique-Volfembutel              | Avô materno: Carlos I, Duque de Brunsvique-Volfembutel        | Bisavô materno: Fernando Alberto II, Duque de Brunswick-Wolfenbüttel     |
| Frederico Fernando Constantino de Saxe-Weimar-Eisenach | Mãe: Ana Amália de Brunsvique-Volfembutel              | Avô materno: Carlos I, Duque de Brunsvique-Volfembutel        | Bisavó materna: Antónia Amália de Brunsvique-Volfembutel                 |
| Frederico Fernando Constantino de Saxe-Weimar-Eisenach | Mãe: Ana Amália de Brunsvique-Volfembutel              | Avó materna: Filipina Carlota da Prússia                      | Bisavô materno: Frederico Guilherme I da Prússia                         |
| Frederico Fernando Constantino de Saxe-Weimar-Eisenach | Mãe: Ana Amália de Brunsvique-Volfembutel              | Avó materna: Filipina Carlota da Prússia                      | Bisavó materna: Sofia Doroteia de Hanôver                                |